# Dove c'è il mare
Dove c'è il mare è il quarto LP di Eduardo De Crescenzo, pubblicato nel 1985, dopo la sua partecipazione al Festival di Sanremo.

## Il disco
Prodotto dalla Easy Records Italiana, società di Claudio Mattone, gli arrangiamenti sono curati dallo stesso Mattone con Rodolfo Grieco, tranne Via con me, Giorni difficili e Dove, arrangiate dal solo Mattone.
L'album è stato ristampato in CD dalla BMG nel 2002 nella serie Gli Indimenticabili (numero di catalogo: 74321952252)

## Tracce
1. Canterò – 4:03 (testo: Guido Morra – musica: Claudio Mattone)
2. Dove c'è il mare – 3:45 (testo: Guido Morra – musica: Claudio Mattone)
3. Via con me – 3:33 (testo: Daniele Pace – musica: Claudio Mattone)
4. Da lontano – 4:13 (testo: Guido Morra – musica: Claudio Mattone)
5. La strada mia – 3:51 (testo: Guido Morra – musica: Claudio Mattone)
6. Giorni difficili – 4:22 (testo: Guido Morra – musica: Claudio Mattone)
7. Un posto sulla Luna – 4:00 (testo: Guido Morra – musica: Claudio Mattone)
8. Dove – 4:13 (testo: Guido Morra – musica: Claudio Mattone)
9. War games – 4:52 (testo: Guido Morra – musica: Claudio Mattone)
10. Tutti noi – 3:58 (testo: Guido Morra – musica: Claudio Mattone)

## Formazione
- Eduardo De Crescenzo – voce, cori
- Massimo Di Vecchio – programmazione
- Maurizio Dei Lazzaretti – batteria
- Franco Ventura – chitarra
- Massimo Pizzale – basso
- Claudio Mattone – tastiera, pianoforte
- Adriano Giordanella – percussioni
- Eric Daniel – flauto, sax
- Naimy Hackett – cori